# Імені Крючкова О.М.
Імені Крючкова О. М. (до 15.06.2011 — Боржиківка) — вузлова вантажно-пасажирська залізнична станція Луганської дирекції залізничних перевезень Донецької залізниці.
Розташована у селищі Боржиківка Перевальського району Луганської області на кордоні з Донецькою областю на перетині двох ліній Дебальцеве — Попасна та Імені Крючкова О.М. — Чорнухине між станціями Дебальцеве (4 км) та Ломуватка (10 км).
На станції зупиняються приміські електропоїзди.